# Амерзе
Амерзе (на немски: Ammersee) е езеро в Горна Бавария, Германия. Езерото има площ от 46,6 km² и максимална дълбочина от. ок. 80 метра. На около 35 km се намира град Мюнхен.